# Натереров нощник
Натереровите нощници (Myotis nattereri) са вид дребни бозайници от семейство Гладконоси прилепи (Vespertilionidae). Разпространени са в Северозападна Африка, по-голямата част от Европа, северните части на Азия до Корея и Япония. Срещат се и в България, макар и рядко, главно в планински райони. Наречени са на германския естественик Йохан Натерер.
Натереровият нощник има маса 5-14 g, дължината на тялото с главата 41-55 mm и размах на крилата 220-260 mm. Цветът му е светлокафяв по гърба, сивкав по корема и тъмнокафяв по крилата и ушите. Ушите са дълги и широки, прегънати напред, с относително дълъг трагус. Крилата са сравнително широки.
Натереровият нощник не извършва далечни миграции . Лятото прекарва в хралупи на дървета или изоставени постройки, а зимата - в пещери и изкуствени галерии. Копулацията протича от края на лятото до началото на зимата. Размножителните колонии наброяват от 20 до 100 екземпляра. В края на юни или началото на юли женските раждат по едно, рядко по две, малки. Продължителността на живота достига 20 години.
Полетът на натереровия нощник е сравнително бавен и маневрен, като за ориентация използва ехолокация с честотномодулирани сигнали с честота около 42 kHz. Храни се главно с дневни летящи насекоми, които събира по повърхността на листата, където те нощуват.